# Xivray-et-Marvoisin
Xivray-et-Marvoisin è un comune francese di 87 abitanti situato nel dipartimento della Mosa nella regione del Grand Est.

## Società

### Evoluzione demografica
Abitanti censiti